# 池袋マンモスプール
池袋マンモスプール（いけぶくろマンモスプール）および池袋スケートセンター（いけぶくろスケートセンター）は、かつて東京都豊島区の池袋にあった西武鉄道グループ所有のプール兼スケートリンクである。所在地は東京都豊島区上池袋2-5。

## 概要
1960年（昭和35年）1月15日開業、当時は「世界一広い」と銘打ったスケートリンクであった。冬はアイススケート場、夏はプールになり、ボウリング場なども併設していたレジャー施設である。かつて、アイドル水泳大会の収録にも使われていた。
1978年シーズンは6月10日にオープンしたが、直後から地元の小学生ら300人がプール熱の症状を出した。このことから豊島区保健所の指導により6月19日から一時休業の措置が採られた。原因は、オープン初日に無料開放を行い5000人以上と想定以上の利用者が来場したため、塩素消毒や水の入れ替えが追い付かなくなったものと推定されている。
1993年（平成5年）閉鎖。跡地は豊島清掃工場になっている。